# Torre de Gediminas
La torre de Gediminas (en lituà: Gedimino pilies bokštas) és una talaia situada sobre el pujol homònim, que domina la ciutat de Vílnius, capital de Lituània. Originàriament va formar part d'un castell ja desaparegut. Existeix un funicular que porta a la torre, que allotja un museu arqueològic.
Les primeres fortificacions conegudes en aquest lloc van ser construïdes en fusta per Gediminas, gran duc de Lituània. El primer castell construït en maó es va acabar el 1409, en època del gran duc Vytautas. De la mencionada construcció es conserven algunes restes, que han estat restaurades recentment. La primera torre data del segle xiii, i posseïa un pis més d'alçada. Els seus murs van ser fets malbé durant l'ocupació russa de 1655-1661. Va ser restaurada el 1930 per a allotjar un museu.
La torre es considera un símbol de la ciutat i del país, i com a tal apareix a les litas, la moneda nacional. De la mateixa manera apareix esmentat en nombrosos poemes i cançons.